# Соловкин, Станислав Александрович
Станисла́в Алекса́ндрович Соло́вкин (род. 10 января 1977, Москва, СССР) — российский журналист, режиссёр и продюсер, известный по своей работе над «Последним героем», «Жди меня» и другими передачами на центральном российском телевидении.
Две работы Соловкина («Рынок рабов» и «Загадки Сталина. Версии биографии») стали финалистами конкурса ТЭФИ, а создаваемая при его участии программа «Amazing Race» (американский телеканал CBS) получила свыше десяти премий Emmy.

## Биография
Станислав Соловкин родился 10 января 1977 года в Москве.
В 17 лет пришёл в программу «Новости для молодых» (ОРТ), где работал сначала журналистом, а затем редактором и режиссёром.
В 1996 году поступил на факультет журналистики МГУ, который окончил в 2002 году.
С 1996 по 1997 год — корреспондент еженедельника «Новая газета».
В 1997 году Соловкин переходит на работу в Телекомпанию «ВИД», где в разные годы становится автором, сценаристом, редактором, продюсером и режиссёром таких программ как «Взгляд», «Жди меня», «Сделай шаг», «Другая жизнь», «Как это было» и др. Тогда же выступает автором и режиссёром документального фильма «Рынок рабов», ставшего финалистом ТЭФИ. Фильм имел широкий общественный резонанс. Соловкин возглавлял телегруппу, участвовавшую в съемках боевых действий во время Второй чеченской войны.
В начале 2000-х Соловкин переезжает в Израиль, где работает над созданием русскоязычного телеканала «Израиль+». Позднее занимает должность заместителя главного редактора журнала «Цветной телевизор»; становится организатором, а впоследствии одним из исполнительных продюсеров программы «Последний герой».
По данным от 2004 года, Станислав Соловкин ещё числился как штатный сотрудник Телекомпании ВИД. С 2004 года он возглавляет ряд телекомпаний, производящих программы для телеканалов России. Участвует в создании цикла программ Радзинского «Дом Романовых. Любовь и смерть», «Романовы: день последний», «Загадки Сталина. Версии биографии» (программа-финалист всероссийского конкурса «ТЭФИ»). Также продюсирует юмористические программы «Камеди на Первом», «Смешные люди», «Умора», «Веселые картинки», реалити-шоу «Жестокие игры» и «Вышка».
С 2008 года сотрудничает с телеканалом CBS (США), для которого производит 9 серий программы «Amazing Race». Программа стала лауреатом нескольких премий Emmy.
В 2014 совместно с известным теле- и кинопродюсером Владимиром Карташковым основывает телекомпанию «Soar Productions».
В 2015 году Соловкин принимает участие в создании эпизода программы «Top Gear» в Санкт-Петербурге.

## Фильмография

### Документальные фильмы
- «Рынок рабов», Первый канал. Номинант ТЭФИ 2000.[10]
- «Андерсен. 200 лет после детства», Первый канал
- «Последняя тайна генерала Каппеля», Телеканал ТВЦ
- «Последняя тайна царской семьи», Телеканал «Россия»

### Телевизионные передачи

#### Первый канал
- Цикл программ Э.Радзинского. Серия «Тайна смерти Сталина. Последняя загадка» стала финалистом конкурса «ТЭФИ»[6]
- Цикл программ «Смешные люди»
- Программа «Как это было»
- Программа «Новости для молодых», ОРТ
- Программа «Жди меня»[7]
- Программа «Взгляд»
- Программа «Другая жизнь»
- Программа «Последний герой»[10][11]
- Программа «Москва слезам не верит. 25 лет спустя…»
- Программа «Камеди на Первом»
- Программа «Веселые картинки»

#### Другие российские телеканалы
- Сериал «12 негритят», ТНТ[18][24]
- Программа «М. Таривердиев. 17 мгновений судьбы»
- Программа «Здравствуйте, девочки!»
- Программа «Джейк и Пираты Нетландии»
- Программа «Выпускной МТВ»
- Программа «Мой Camp Rock»
- Программа «Реабилитация», канал «Россия-1»
- Программа «Давно не виделись», телеканал ТВЦ[5][7]
- Программа «Звезды без пафоса», телеканал «Ю»
- Детское шоу «Звездная карусель»
- Сериал «Откровения», телеканал «Звезда»[7]

#### Иностранные каналы
Станислав Соловкин участвовал в создании телепрограмм для CBS, BBC, Discovery, Channel 7 Australia, Travel Channel, Sci-Fy и др.. В их числе:
- Документальный сериал «Destination Truth», Телеканал Sci-Fi (США)[7]
- Программа «Amazing Race» для телеканала CBS, США[7]
- Программа «Жестокие игры» (Wipe Out) в Аргентине
- Программа «Холостяк», телеканал ТНТ (Доминиканская республика, Венесуэла)
- Реалити-шоу «Удивительная гонка Австралия», канал «Channel 7 Australia».
- Телевизионный детский конкурс исполнителей эстрадной песни «Аялаган Астана», Телеканал «Первый Евразия».
- Эпизод программы «Top Gear» в Санкт-Петербурге, ВВС[7]